# Platyhypnum alpinum
Platyhypnum es un género monotípico de hepáticas perteneciente a la familia Amblystegiaceae. Comprende 5 especies descritas y de estas, solo una aceptada. Su única especie es: Platyhypnum alpinum.

## Taxonomía
Platyhypnum alpinum fue descrita por (Lindb.) Loeske y publicado en Hedwigia 50: 243. 1911.
Sinonimia
- Amblystegium dilatatum var. alpinum (Lindb.) Adlerz
- Amblystegium molle var. alpinum Lindb.
- Hypnum dilatatum var. alpinum (Lindb.) Husn.
- Hypnum dilatatum subsp. alpinum (Lindb.) Renauld
- Hypnum molle var. alpinum (Lindb.) Boulay
- Limnobium alpinum (Lindb.) G. Roth
- Limnobium molle var. alpinum (Lindb.) Venturi & Bott.